# Ferrodsita
La ferrodsita (en anglès, ferhodsite) és un mineral de la classe dels sulfurs. Rep el nom pels components químics principals: ferro, rodi i sofre.

## Característiques
La ferrodsita és un sulfur de fórmula química (Fe,Rh,Ni,Ir,Cu,Pt)9S₈. Va ser aprovada com a espècie vàlida per l'Associació Mineralògica Internacional l'any 2009, sent publicada per primera vegada el 2016. Cristal·litza en el sistema tetragonal. La seva duresa a l'escala de Mohs és vhn20=516(15) kg/mm².
L'exemplar que va servir per a determinar l'espècie, el que es coneix com a material tipus, es troba conservat a les col·leccions del Museu Mineralògic Fersmann, de l'Acadèmia de Ciències de Rússia, a Moscou (Rússia).

## Formació i jaciments
Va ser descoberta al massís de Konder, dins el districte d'Ayan-Maya (Krai de Khabàrovsk, Rússia). També ha estat descrita al placers del riu Seyba, al krai de Krasnoiarsk, també a Rússia, així com a Haraigawa, a la prefectura de Kumamoto, al Japó. Aquests tres indrets són els únics de tot el planeta on ha estat descrita aquesta espècie mineral.